# Fantasy Island (televisieserie)

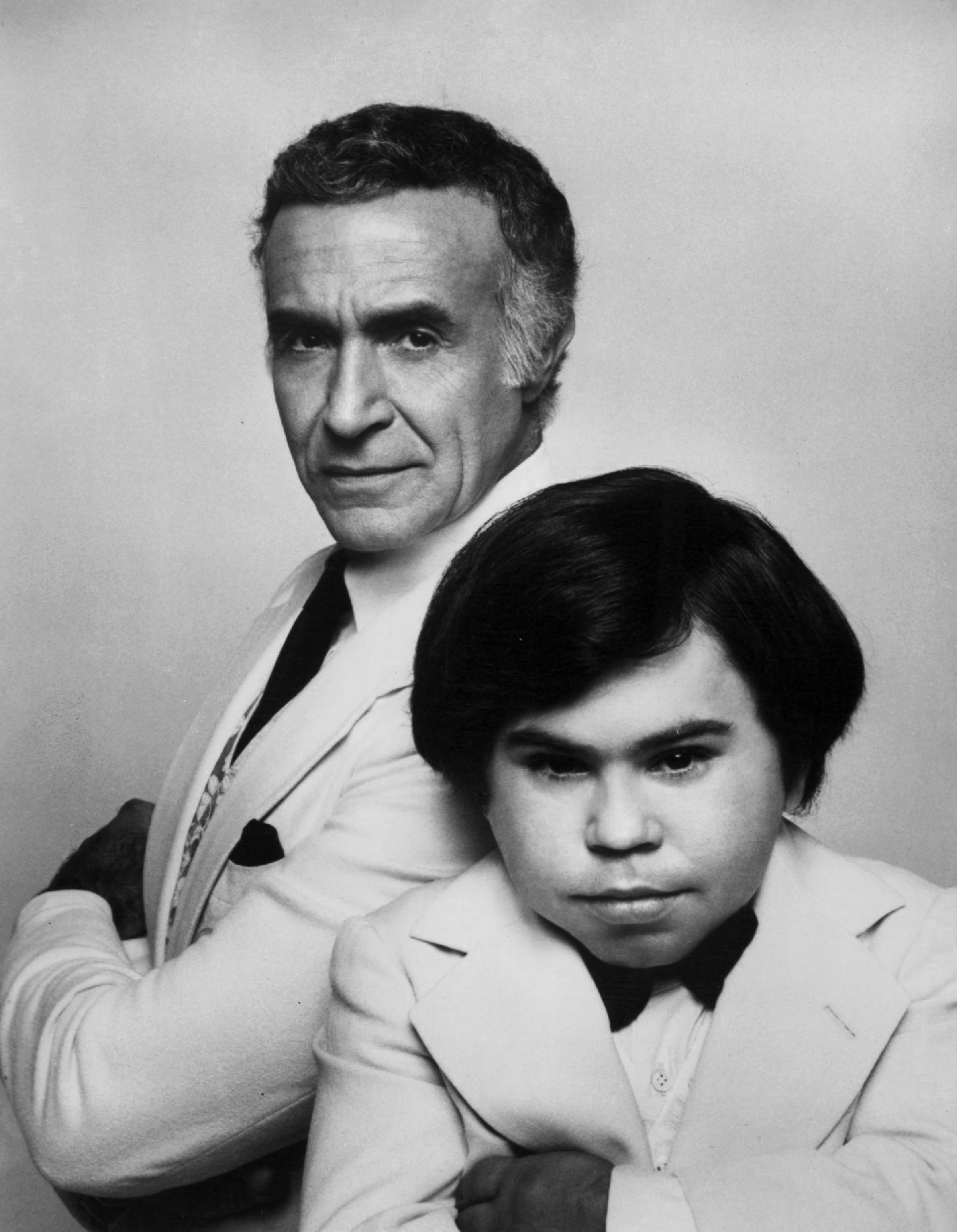
Ricardo Montalban als Mr. Roarke en Herve Villechaize als Tattoo in de tv-film Return to Fantasy Island, die aan de serie voorafging. In de serie speelden de acteurs dezelfde rollen.

Fantasy Island is een televisieserie van de Amerikaanse maatschappij ABC en werd gemaakt en uitgezonden van 1977 tot 1984.
De serie draait om Mr. Roarke (Ricardo Montalbán) de opzichter van een eiland in de Stille Oceaan waar mensen uit alle geledingen van de maatschappij komen om hun fantasie te verwezenlijken. Roarke werd bijgestaan door Tattoo (Hervé Villechaize) die de aankomst van nieuwe gasten aankondigde met de woorden: "The plane! The plane!" (uitgesproken als: ze pleen! ze pleen!) Van 1980 tot 1982 vervulde Wendy Schaal de rol van de andere assistent genaamd Julie. Villechaize stopte met de serie in 1983 en werd vervangen door de butler Lawrence, gespeeld door Christopher Hewett. Elke gast had $50,000 betaald voor het in vervulling gaan van hun fantasie op Fantasy Island. Voor sommige gasten was dit een aanzienlijk bedrag. In een van de afleveringen haalt een klein meisje haar spaarvarken leeg (met minder dan 10 dollar) om de wens van haar vader, een gast van Roarke, in vervulling te laten gaan. Roarke werd supernatuurlijke krachten toegeschreven. Zo vecht hij in een van de afleveringen tegen de duivel (gespeeld door Roddy McDowall).
Vaak zijn de fantasieën morele lessen voor de gasten. Zo moet Roarke ze behoeden voor deceptie als ze hierbij hun leven op het spel zetten. In 1998 werd door ABC de show nieuw leven ingeblazen met de rol van Mr. Roarke gespeeld door Malcolm McDowell en zonder Tattoo, maar met een team van nieuwe assistenten.